# Mingle
Mingle é um site, que fornece os serviços de uma rede social, construído sob a plataforma Adobe Flash. Propriedade da empresa Ideavity e originalmente lançado em português, o Mingle é de acesso gratuito. Actualmente está também disponível em inglês, espanhol e italiano. 

## Para entrar no Mingle
O acesso ao Mingle é gratuito bastando para isso efectuar o registo na página respectiva.